# Mike Pringle (Politiker)
Mike Pringle (* 25. Dezember 1945 in Nordrhodesien) ist ein schottischer Politiker und Mitglied der Liberal Democrats.

## Politischer Werdegang
Pringle studierte an der Universität Edinburgh und war anschließend für die Royal Bank of Scotland tätig, bis er sich 1972 selbstständig machte. 1982 trat Pringle in die Social Democratic Party (SDP) ein, die Vorgängerpartei der Liberal Democrats. Noch im selben Jahr bewarb er sich um einen Sitz im Regionalrat von Lothian, den er jedoch nicht errang. 1992 wurde in den Bezirksrat des Edinburgher Bezirks Morningside gewählt, 1994 in den Regionalrat von Lothian und 1995 in den Edinburgher Stadtrat. Bei den Edinburgher Stadtratswahlen 1999 und 2003 verteidigte er sein Mandat.

## Parlamentswahlen
Bei den Unterhauswahlen 1997 kandidierte Pringle im Wahlkreis Edinburgh South, erhielt aber nur die dritthöchste Stimmenanzahl und verpasste damit den Einzug in das Britische Unterhaus. Pringle trat bei den ersten schottischen Parlamentswahlen 1999 im selben Wahlkreis an und erhielt nach dem Labour-Kandidaten Angus MacKay und der SNP-Kandidatin Margo MacDonald den drittgrößten Stimmenanteil. Außerdem stand er auf dem zweiten Rang der Regionalwahlliste der Liberaldemokraten für die Wahlregion Lothians. Infolge des Wahlergebnisses konnten die Liberaldemokraten mit David Steel nur einen Regionalkandidaten entsenden.
Bei den Parlamentswahlen 2003 errang er schließlich das Direktmandat von Edinburgh South und zog erstmals in das Schottische Parlament ein. Bei den Parlamentswahlen 2007 verteidigte er sein Mandat, unterlag jedoch vier Jahre später dem SNP-Politiker Jim Eadie und schied aus dem Parlament aus.